# T・A・N・K
『T・A・N・K』（ティー・エー・エヌ・ケー）は、新日本企画（SNK）が1985年に発売したアーケード用の縦スクロールシューティングゲームである。

## 解説
操作は8方向のダイヤル式レバーと2ボタンで、ラルフ大佐（自機）の戦車を操作する。レバーはスティックの上部にダイヤルがついており、倒すことで自機を進行、回転で砲塔の向き8方向に変えられる。

なお、ラルフ大佐は今作では設定だけで、キャラクターのイメージ画像は全く存在しない（正式にキャラクターとして出てくるのは続編の『怒』からである）。
2つのボタンは大砲と機関銃で、大砲は砲塔の向きに1門、機関銃は進行方向に2門同時に発射される。

ダイアルスイッチの存在により、前に移動しながら砲塔は後ろを向いたまま砲撃するという行動が可能。ただし機関銃は必ず進行方向に発射となる。

大砲は攻撃力が高いが通常は連射出来ず、機関銃は3連射できるが敵戦車には効きにくいという特性を持つ。
当時のゲームにしては珍しく、無限ループが無く12エリアを1周で終了。

また、SNKのアーケードゲームで初めてFM音源が採用されたが、ゲーム開始時（新エリア移動時・ミスからのリトライ時も含む）およびゲーム終了時、ネームエントリー時以外はBGMが流れずSEのみ流れるという仕様となっている。サウンドはゲームセンター内で実際に録音しゲームセンターの騒がしさを再現した状況を作り、その環境でも際立って聞こえるように調整されている。
エリアには草原や山岳地帯、町、遺跡、湖や川、敵戦車基地などがあり、後半エリア（7エリア以降）に行くに従ってアイテムが少なくなっていくため難易度は非常に高い。
敵にはスモールサイズのキャラクターとラージサイズのキャラクターがおり、スモールサイズのキャラクターには歩兵、航空機、潜水艦が、ラージサイズのキャラクターは戦車や固定砲台、列車砲などの兵器が存在する。

スモールサイズのキャラクターは機関銃で簡単に倒せるが、ラージサイズのキャラクターは大砲で攻撃しないとなかなか破壊できない。
明解なボス敵はおらず、ボス面というものも存在しない（ボス敵に相当するようなエリアガーターは存在する）。
敵の攻撃を受けると画面下に表示されている戦車のエネルギーゲージが減少し、エネルギーゲージが無くなると1ミスとなる。

エネルギーはアイテムを取るか、歩兵を自機で踏みつぶすと若干回復する。
道中には地雷も設置されており、近づくと警告音と共に地雷の有る場所が点滅して見えるようになる。

点滅は自機が近くによるとより激しくなる。

地雷は自機の中心で踏むと即時ミスとなる。歩兵の中には倒すと地雷を置く工作員もおり、エリア後半には進行方向に注意して倒す必要がある。

## アイテム
アイテムは、アルファベットの形で七色に光っており、遠くからも何のアイテムだか判別がしやすい。

最初から地面に置かれているか、特定の敵（主に歩兵）が持っている。

その上を通過することでアイテムを取得したことになる。

アイテムは1つ取るだけで即時効果を発揮するものや規定数集めて効力を発揮するものもある。

特定のアイテムはエネルギーゲージの下に集めた個数が表示される。アイテムの規定数以上のストックはできず、規定数集めると効力が発揮され必ずカウントが0に戻る。

アイテムはその効力以外にも若干のエネルギーゲージを回復させるため、既に持っていても活用する場面を考える必要がある。

L
1つ取るだけで効果が発揮。砲弾が水色から黒に変わり、砲弾の飛距離と弾速が伸びる。自機が破壊されるまで有効。他のアイテムと効果を重複できる。後半エリアには数えるほどしか置いていない。
V
5つ集めると効果が発揮。単射の砲弾が連射できるようになり、6連射できるようになる。ただし、自機破壊か時間経過で効力が失われる。個数表示対応。
F
3つ集めると効果が発揮。砲弾が赤の徹甲弾となり、攻撃力が上昇し砲弾に貫通性能が付く。Lを取っていると最強の砲弾となる。自機が破壊されるまで有効。後半エリアにはほとんど出現しない。個数表示対応。
K
取るだけで画面内の敵戦車以外のキャラクターが即全滅する。巻き込んだ分のキャラクターの得点が入る。
E
戦車のエネルギーが一定量回復する。通常のアイテムを取るよりも多く回復する。敵からも入手しやすい。
N
戦車のエネルギーが全回復する。固定アイテムとしては全エリア中1個しか存在しない。
P
3個集めると残数が1機増える。個数表示対応。ある方法よりも効率が良くない。
S
3個集めると効果が発揮。約60秒間、敵からの攻撃から完全に無敵となる。無敵状態は自機の点滅の状態で分かり、無敵状態が解除される前は点滅が早くなる。敵の攻撃や地雷も無効にできる。
標準難易度では2回無敵になるチャンスがある。個数表示対応。
J
唯一のマイナスアイテムで、集めたアイテムが全て0にされる（ただしエネルギーゲージを若干回復させる効果はある）。

## 敵キャラクター
歩兵
機関銃、手榴弾、地雷に変化と多彩な攻撃をしてくる。機関銃、大砲、自機で踏み潰す、いずれの攻撃でも一撃で撃破可能。赤いヘルメット＋濃緑の迷彩服の歩兵は何らかのアイテムを落とす。手榴弾によるダメージは甚大。地雷歩兵は基本特攻してくるので、静止状態で特攻させればダメージは食らわない。
地雷
自機が近づくとドクロマークの点滅とアラームで知らせてくれる。当たり判定は大きくはないが踏むと一撃でミスとなる。最初から設置されているものの他、青い歩兵を撃破すると地雷に変化する。アイテムSを集めて無敵になれば無効化できる。
戦車
中戦車
緑色。最初のステージから登場。アイテムLがない初期状態だと大砲の射程で負けるので苦戦する。
軽戦車
薄黄色。大砲は使わず機関銃のみで攻撃してくる。動きが素早いが危険は少ない。
重戦車
茶色。全敵キャラクター中唯一大砲2発を要する耐久力を持つ。扇状に3発の大砲を放ち、1発でこちらの耐久力半分を削る。近距離で大砲を食らうと複数弾命中するため、一撃で撃破される。距離を取って戦わないと危険な強敵。アイテムFの徹甲弾ならば重戦車の射程外から一撃で撃破できる。
高速戦車
青色。すばしっこく動きながら大砲を2連射する。大砲の威力は中戦車と同等だが、複数弾食らうとあっという間にやられる。射程がこちらの徹甲弾と同等で、徹甲弾なしでは苦労する強敵。

### その他の敵
固定砲台
狭い通路を塞ぐように設置されるトーチカ。高速戦車と同じく長射程＋連射が効く大砲をバラ撒いてくる。
列車砲
ステージの狭間に設置されている。真ん中の弱点に大砲を命中させない限り撃破できない。大量の爆弾をバラ撒いてくる。徹甲弾なしでは、列車砲に近付かないと大砲が届かないため、より危険度が増す。
飛行機
全ステージ通して出現する。最初の方のステージは偵察のみで何もしてこないが、高次面では最初から爆弾で絨毯爆撃をしてくる。なお低次面でもクリアに時間がかけすぎると絨毯爆撃をしてくる。
潜水艦
LAKEとHIGHWAYに出現する。一定間隔で水中から浮上し、爆弾を狙い撃ってくる。浮上時はバスのクラクションのような音がする。出現位置は固定で姿が見えていなくても撃破可能だが、いずれも移動範囲の狭いステージに出てくる。

## ステージ
START
最初は海岸から上陸して始まるが、すぐに森に入っていく。
WOODS
森の中。歩兵や中戦車、固定砲台、飛行機などが現れる。入り組んでいるがほぼ一本道。たまにアイテムが袋小路に隠れている。
LAKE
湖。軽戦車、高速戦車、潜水艦が初登場。アイテムの位置が嫌らしくなってくる。桟橋の上を延々移動する事になるため、移動可能範囲が狭く潜水艦の攻撃が避けにくい。長いステージ。
STATUE
巨大な岩に顔が彫られた彫像の中を進む。移動範囲は広いほうだが、強敵の重戦車と最終防衛ラインに列車砲が初登場。また、飛行機が絨毯爆撃を開始する。
TOWN
町の中を進む。地雷歩兵が初登場。全種類の戦車が出現する。
STATION
敵基地の中を行く。地雷が点在する以外はステージ構成はWOODSと大差なくステージも短い。
HIGHWAY
高速道路。移動範囲は狭く、重戦車や高速戦車、手榴弾を投げる歩兵が大量に出現する。高速戦車によるバックアタックまである難ステージ。
CITY
町の中を進む、TOWNとほとんど同じ。地雷歩兵とアイテムSが出現する。
PARK
ステージ構成はWOODSと似ているが、地形がより複雑になり重戦車や高速戦車が出会い頭に大量に出現する最難関ステージ。
PARKING
敵戦車基地。動かない戦車に危険はないが、やたらと小回りの利く飛行機の絨毯爆撃が非常に厳しいステージ。敵戦車の数は多くはない。
LAST
飛行機の絨毯爆撃と地雷歩兵が大量に出現する中、5連続列車砲を破壊すればエンディングになる。

## 移植版
| No. | タイトル                      | 発売日        | 対応機種                      | 開発元 | 発売元        | メディア                              | 型式 | 売上本数 | 備考 |
| --- | ----------------------------- | ------------- | ----------------------------- | ------ | ------------- | ------------------------------------- | ---- | -------- | ---- |
| 1   | SNKアーケードクラシックスゼロ | 2011年4月21日 | PlayStation Portable          | G1M2   | SNKプレイモア | UMD ダウンロード                      |      |          |      |
| 2   | T.A.N.K                       | 2019年11月7日 | PlayStation 4 Nintendo Switch | SNK    | ハムスター    | ダウンロード (アーケードアーカイブス) | -    | -        |      |